# 堂上直倫
堂上 直倫（どのうえ なおみち、1988年9月23日 - ）は、愛知県春日井市出身の元プロ野球選手（内野手）、コーチ。右投右打。
高校時代は「尾張のプリンス」とも呼ばれた。
父の堂上照は中日で投手として、兄の堂上剛裕は中日や読売ジャイアンツ（巨人）で外野手としてプレーした。

## 来歴

### プロ入り前
愛知県春日井市生まれ。幼稚園時代に兄・剛裕が所属していた「名古屋北リトル」で特別に許可を得て硬式野球を始めた。小学校低学年までは春日井市の「勝川キッカーズ」でサッカーをしていたほか、小学校6年生まで「春日井スイミングスクール」にも通っていた。春日井市立山王小学校を経て、春日井市立知多中学校に進学し、「名古屋北シニア」では中学1年からレギュラーを獲得し、遊撃手および投手として活躍。中学3年だった2003年8月に横浜スタジアムで開かれた全日本選手権では、左中間席へ特大本塁打を打った。対戦チーム・緑中央シニア（現・横浜青葉シニア）には、中学3年春の全国大会でMVPを受賞した福田永将がいた。「（自分の）打率が良かったので打席賞の自信があったが、福田が1位だったのですごい選手だと思った。」と堂上本人は振り返っている。剛裕がドラフト会議で中日から6位指名を受けた直後の同年11月29日にナゴヤドームで行われた中日ドラゴンズのファン感謝デーでは、「リトルシニア東海選抜」の4番・投手として先発出場し、相手投手を務めた福留孝介から左翼席へ本塁打を放った（チームも7対4で勝利）。
中学校卒業後は、愛知県名古屋市の愛工大名電高等学校に入学。1年生からレギュラーを獲得し、2年次の2005年春の甲子園（センバツ大会）では、4番打者を務め2本塁打を記録し優勝に貢献した。また、同年夏の甲子園に向けた愛知県大会では、豊田大谷高校とのナゴヤドームでの決勝戦で本塁打を放った。同年9月には全日本高校選抜として、韓国で行われた第6回AAAアジア野球選手権大会に参加し、2本塁打で最多本塁打のタイトルを獲得。
3年次の2006年夏の甲子園に向けた愛知県大会では、10四球と勝負を避けられる場面が多かったが、14打数7安打と打率5割を記録し、県大会優勝の原動力として活躍。しかし、本大会では初戦敗退を喫した。高校時代の甲子園3大会（2005年春、2005年夏、2006年夏）の通算打率は.480。高校通算55本塁打を記録し、超高校級スラッガーとして注目された。ポジションは遊撃手、選抜優勝時には三塁手として出場した。
2006年ドラフト会議にて、中日、阪神タイガース、読売ジャイアンツの3球団から1巡目指名を受け、中日が抽選で交渉権を獲得し、入団した。そのため、父・兄と同じチームに入ることになった。親子3人がプロ野球選手として同一球団に所属することは史上初であった。また兄弟選手が同一チームに在籍することは、1999年 - 2000年に入来智・祐作の兄弟が巨人に在籍して以来だった。なお、この後阪神は野原将志、巨人は坂本勇人を1巡目で指名した。背番号は24。プロ入り当時は福留のような中心打者になることや、監督の落合博満と同じく三冠王を獲得することを目標に掲げ、また対戦してみたい投手としては井川慶（阪神）・上原浩治（巨人）を挙げていた。

### 中日時代

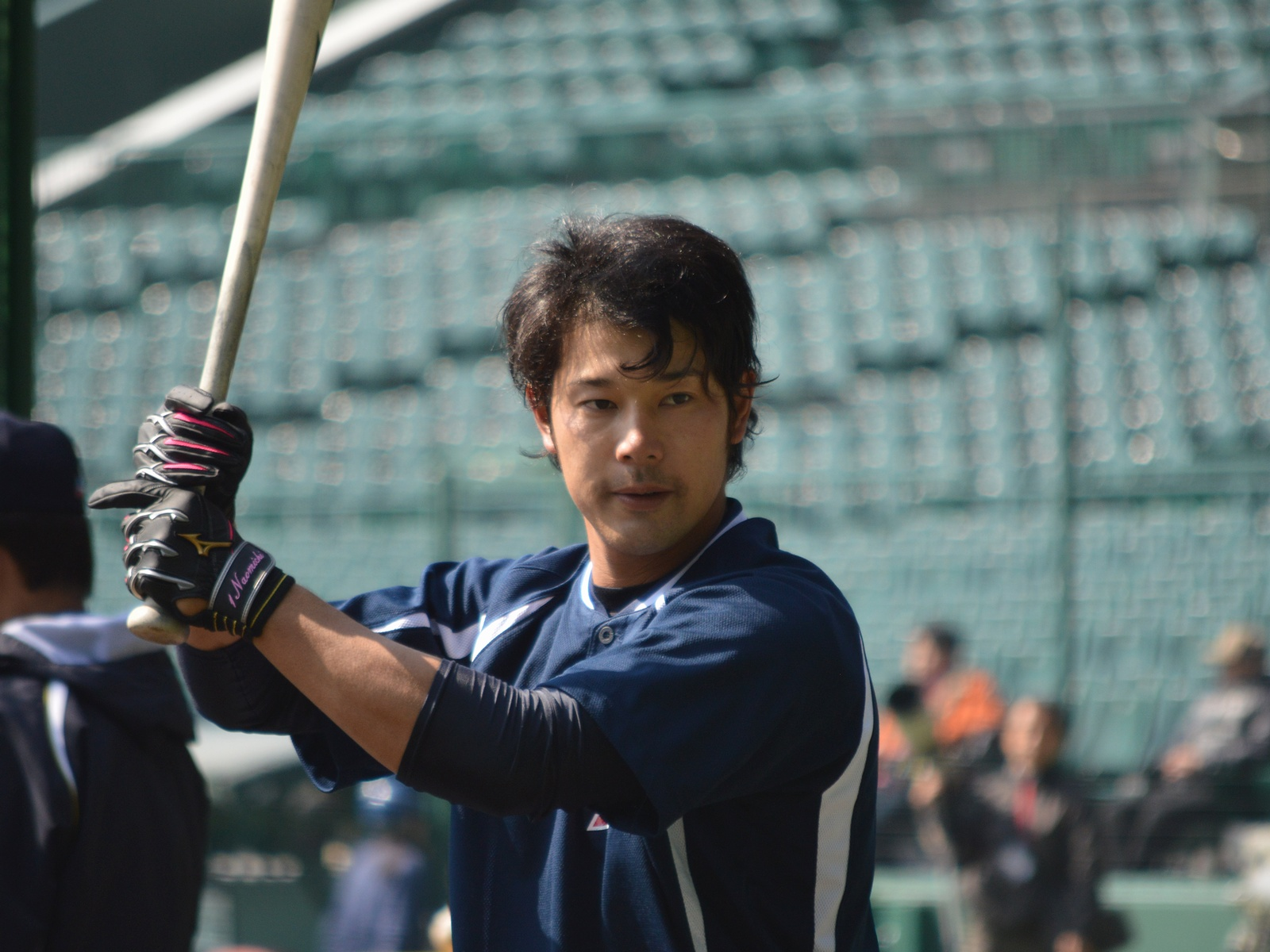
2013年3月6日 阪神甲子園球場

2007年（1年目）は一軍出場はなかったが、ウエスタン・リーグでは出場試合数の8割近くを4番・三塁手で先発出場した。打率は低迷したが、本塁打はチーム3位、打点はチーム2位と、長打力と勝負強さはあった。また、シーズン終了後、福留孝介がシカゴ・カブスへ移籍したことにより、背番号を24から1に変更した。
2008年も二軍で開幕を迎えるが、北京オリンピックで荒木雅博、森野将彦が抜けた中、8月3日に初の一軍昇格を果たす。しかし、3試合に出場し、1打数無安打で7日後に二軍に降格。以後一軍に昇格することはなかった。
2009年、3月1日の北海道日本ハムファイターズとのオープン戦で金森敬之からオープン戦初本塁打となる2点本塁打を放つ。また、この2打席前には兄・剛裕も本塁打を放っており、オープン戦で同一イニングのアベック弾は史上初であったが、開幕一軍を果たすことはできなかった。
2010年、6月16日に一軍昇格。その日の対日本ハム戦から先発出場、6月18日の対巨人戦でプロ入り初安打を放った。その後は故障離脱した井端弘和に代わり、レギュラーに定着。6月27日の対広島東洋カープ戦でプロ入り初本塁打を記録し、8月6日の阪神戦では兄弟でお立ち台に立った。82試合出場で打率.263、5本塁打、30打点を記録し、リーグ優勝に貢献した。千葉ロッテマリーンズとの日本シリーズでは、不振の井端弘和に代わって第5戦に先発出場し、9回に安打を放った。
2011年、62試合出場、打率.209、2本塁打、10打点に終わる。
2012年、開幕を初めて一軍で迎え、自己最多となる116試合に出場した。
2013年、74試合に出場、2年ぶりに本塁打を記録。オフに選手会副会長に就任した。
2014年、オフに自身の背番号をこれまで兄の剛裕が着用していた63に変更（剛裕はこの年戦力外通告を受け、巨人に入団した）。これは球団から背番号の変更を宣告された際に自ら申し出たと述べている。
2015年、この年も打撃の調子が上がらず、守備固めでの起用が中心となり、42試合の出場にとどまった。オフの11月30日には選手納会にて、翌年以降も引き続き選手会副会長を務めることが発表された。
2016年はアンダーソン・エルナンデス、遠藤一星との遊撃手争いを制し、自己最多の131試合に出場。初めて規定打席にも到達し、打率.254（リーグワースト4位）ながら、いずれも自己最多となる116安打、6本塁打、46打点を記録した。
2017年は新人の京田陽太がオープン戦から遊撃手として起用されるとそのまま開幕スタメンに起用されたため、開幕から京田との併用が続いた。9月には左手有鈎骨を骨折し戦線離脱。91試合の出場で打率.205、1本塁打8打点に留まった。
2018年は代打や守備固めでの出場が中心となり、打率も.213、10安打6打点と思うような結果は残らなかった。この年のオフに打撃フォームを神主打法風に改造する。 シーズンオフの動向が注目されたがFA権を行使せずに残留。このとき、2021年シーズンまでの3年契約を結んだことを、翌2019年のシーズン終了時（10月9日）に明かしている。
2019年はキャンプ中の練習試合から調子を上げていき、3月29日の開幕戦 （横浜DeNAベイスターズ戦）でプロ13年目で初めて開幕スタメンを京田から勝ち取り、ヒットも放った。6月4日対福岡ソフトバンクホークス戦で代打で出場し満塁本塁打を放ち史上初の兄弟で代打で満塁本塁打を記録した。8月12日対阪神戦では、オネルキ・ガルシアから10号2点本塁打を放ち、プロ入り後初となるシーズン2桁本塁打を記録し、12本塁打のうち6本塁打は神宮球場で放った。この年は一軍にフル帯同しシーズンオフの10月9日に、前述のように（前年にFA権を行使せずに残留した際に）2021年までの3年契約を結んだことを明かした。同月21日、名古屋市内の病院で右肘関節形成術を受ける。
2020年、開幕戦となった6月19日の対東京ヤクルトスワローズ戦で決勝の中犠飛を放った。28日の対広島戦で代打で出場した際に右肩に痛みを感じ、29日に右肩の腱板不全損傷と診断された。翌30日にリハビリを開始し、7月28日に実戦復帰した。8月28日の巨人戦では田口麗斗からシーズン初安打となる適時二塁打を放った。
2021年は開幕一軍を逃したが、二軍戦で好調だったため、5月28日に京田と入れ替わり一軍昇格。6月3日の対ロッテ戦で615日ぶりとなる1号本塁打を放ち、6月11日の対埼玉西武ライオンズ戦では5年ぶりとなる4安打を記録。6月下旬まで4割近くの得点圏打率を記録するなど勝負強さを見せた。9月14日の対広島戦では、途中出場で5打点を記録した。
2022年は土田龍空や溝脇隼人らの台頭もあり16試合の出場に留まった。9月30日の対DeNA戦（横浜スタジアム）にて代打出場で右前安打を放ち、自らの通算1000試合出場に花を添えた。
2023年は、オープン戦期間中に田中幹也の離脱で昇格したが、開幕を二軍で迎えた。8月23日に一軍昇格したが、9月1日に二軍へ降格した。9月12日に現役引退が報じられた。9月17日には特例2023で登録抹消となった高橋周平と入れ替わり一軍に昇格し、翌18日に引退会見を開いた。10月3日の対読売ジャイアンツ戦で谷元圭介、大野奨太、福田永将とともに引退試合が行われ、自身は8番・二塁手で先発出場。第一打席ではレフト線を破る二塁打、8回無死一塁の最終打席（第三打席）では、三遊間を破る安打を記録して有終の美を飾った。試合後のセレモニーでは兄・剛裕から花束が贈られた。

### 現役引退後
シーズンオフの10月5日、翌2024年から中日の内野守備走塁コーチを務めることが発表された。当初一軍・二軍の振り分けは未定だったが、同30日に一軍内野守備走塁コーチと発表された。

## 選手としての特徴
内野ならどこでも守れるユーティリティープレイヤーであり、特に遊撃の守備はチーム一と評されている。
2016年に当時の監督である谷繁元信から、「直倫がいるとゲーム全体が落ち着く」と評価されている。
2019年に井端には「スローイングが安定している」と評価されている。
一方で、打撃面は長打力があるものの、確実性を課題としている。このように長打力を認められながらも引退会見日である2023年9月18日時点ではプロ17年で1003試合出場と34本塁打が通算記録であり、これには堂上も「期待してくれた中で結果を出せず申し訳ない。力がなかった」と遺憾を感じていた。
ヤクルトの高梨裕稔との相性が良く、2019年には高梨から4本塁打を放っている。

## 人物
中日チーム内での愛称は「ナオ」。
誰からも慕われるような人望の厚い人物であり、後輩には必要に応じて助言を送っている。2020年の春季キャンプでは、当時入団1年目の石川昂弥に対して熱心に守備面の助言を送っていた。
中学時代には「将来の夢はプロ野球選手」「好きな球団は中日」と述べていた。また、尊敬する人として兄・剛裕を、好きな選手として松井稼頭央と、（当時中日に所属していた）谷繁・井端を挙げていた。
2012年1月3日に結婚していたことが同年3月に発表された。

## 詳細情報

### 年度別打撃成績
| 年 度      | 球 団      | 試 合 | 打 席 | 打 数 | 得 点 | 安 打 | 二 塁 打 | 三 塁 打 | 本 塁 打 | 塁 打 | 打 点 | 盗 塁 | 盗 塁 死 | 犠 打 | 犠 飛 | 四 球 | 敬 遠 | 死 球 | 三 振 | 併 殺 打 | 打 率 | 出 塁 率 | 長 打 率 | O P S |
| ---------- | ---------- | ----- | ----- | ----- | ----- | ----- | -------- | -------- | -------- | ----- | ----- | ----- | -------- | ----- | ----- | ----- | ----- | ----- | ----- | -------- | ----- | -------- | -------- | ----- |
| 2008       | 中日       | 3     | 1     | 1     | 0     | 0     | 0        | 0        | 0        | 0     | 0     | 0     | 0        | 0     | 0     | 0     | 0     | 0     | 1     | 0        | .000  | .000     | .000     | .000  |
| 2009       | 中日       | 2     | 1     | 1     | 0     | 0     | 0        | 0        | 0        | 0     | 0     | 0     | 0        | 0     | 0     | 0     | 0     | 0     | 0     | 0        | .000  | .000     | .000     | .000  |
| 2010       | 中日       | 82    | 301   | 259   | 23    | 68    | 12       | 1        | 5        | 97    | 30    | 0     | 0        | 14    | 1     | 25    | 4     | 2     | 35    | 11       | .263  | .331     | .375     | .706  |
| 2011       | 中日       | 62    | 123   | 115   | 6     | 24    | 4        | 0        | 2        | 34    | 10    | 0     | 0        | 3     | 0     | 4     | 2     | 1     | 18    | 5        | .209  | .242     | .296     | .538  |
| 2012       | 中日       | 116   | 182   | 167   | 5     | 35    | 8        | 0        | 0        | 43    | 11    | 1     | 0        | 8     | 1     | 5     | 1     | 1     | 34    | 6        | .210  | .236     | .257     | .493  |
| 2013       | 中日       | 74    | 170   | 152   | 5     | 26    | 2        | 1        | 1        | 33    | 12    | 1     | 0        | 8     | 3     | 6     | 0     | 1     | 15    | 3        | .171  | .204     | .217     | .421  |
| 2014       | 中日       | 90    | 261   | 237   | 19    | 54    | 4        | 1        | 1        | 63    | 17    | 1     | 0        | 11    | 3     | 10    | 0     | 0     | 45    | 8        | .228  | .256     | .266     | .522  |
| 2015       | 中日       | 43    | 43    | 38    | 3     | 6     | 0        | 0        | 1        | 9     | 1     | 0     | 0        | 1     | 0     | 4     | 0     | 0     | 8     | 0        | .158  | .238     | .237     | .475  |
| 2016       | 中日       | 131   | 507   | 456   | 38    | 116   | 25       | 3        | 6        | 165   | 46    | 1     | 1        | 20    | 2     | 27    | 0     | 2     | 69    | 14       | .254  | .298     | .362     | .660  |
| 2017       | 中日       | 91    | 167   | 151   | 11    | 31    | 7        | 0        | 1        | 41    | 8     | 0     | 1        | 7     | 0     | 9     | 0     | 0     | 39    | 4        | .205  | .250     | .272     | .522  |
| 2018       | 中日       | 74    | 56    | 47    | 3     | 10    | 0        | 0        | 0        | 10    | 6     | 0     | 0        | 2     | 2     | 3     | 0     | 2     | 9     | 2        | .213  | .278     | .213     | .491  |
| 2019       | 中日       | 98    | 217   | 193   | 25    | 41    | 9        | 0        | 12       | 86    | 39    | 1     | 0        | 11    | 0     | 13    | 0     | 0     | 56    | 4        | .212  | .262     | .446     | .708  |
| 2020       | 中日       | 43    | 55    | 50    | 2     | 10    | 2        | 0        | 0        | 12    | 4     | 0     | 1        | 0     | 1     | 4     | 0     | 0     | 11    | 2        | .200  | .255     | .240     | .495  |
| 2021       | 中日       | 75    | 234   | 219   | 15    | 48    | 10       | 0        | 5        | 73    | 25    | 1     | 0        | 4     | 2     | 9     | 0     | 0     | 42    | 12       | .219  | .248     | .333     | .581  |
| 2022       | 中日       | 16    | 18    | 18    | 0     | 5     | 0        | 0        | 0        | 5     | 0     | 0     | 0        | 0     | 0     | 0     | 0     | 0     | 4     | 1        | .278  | .278     | .278     | .556  |
| 2023       | 中日       | 12    | 10    | 9     | 0     | 2     | 1        | 0        | 0        | 3     | 0     | 0     | 0        | 0     | 0     | 1     | 0     | 0     | 1     | 1        | .222  | .300     | .333     | .633  |
| 通算：16年 | 通算：16年 | 1012  | 2346  | 2113  | 155   | 476   | 84       | 6        | 34       | 674   | 209   | 6     | 3        | 89    | 15    | 120   | 7     | 9     | 387   | 73       | .225  | .268     | .319     | .587  |

### 年度別守備成績
| 年 度 | 球 団 | 一塁  | 一塁  | 一塁  | 一塁  | 一塁  | 一塁     | 二塁  | 二塁  | 二塁  | 二塁  | 二塁  | 二塁     | 三塁  | 三塁  | 三塁  | 三塁  | 三塁  | 三塁     | 遊撃  | 遊撃  | 遊撃  | 遊撃  | 遊撃  | 遊撃     |
| 年 度 | 球 団 | 試 合 | 刺 殺 | 補 殺 | 失 策 | 併 殺 | 守 備 率 | 試 合 | 刺 殺 | 補 殺 | 失 策 | 併 殺 | 守 備 率 | 試 合 | 刺 殺 | 補 殺 | 失 策 | 併 殺 | 守 備 率 | 試 合 | 刺 殺 | 補 殺 | 失 策 | 併 殺 | 守 備 率 |
| ----- | ----- | ----- | ----- | ----- | ----- | ----- | -------- | ----- | ----- | ----- | ----- | ----- | -------- | ----- | ----- | ----- | ----- | ----- | -------- | ----- | ----- | ----- | ----- | ----- | -------- |
| 2008  | 中日  | -     | -     | -     | -     | -     | -        | -     | -     | -     | -     | -     | -        | 2     | 0     | 0     | 0     | 0     | .---     | -     | -     | -     | -     | -     | -        |
| 2009  | 中日  | -     | -     | -     | -     | -     | -        | -     | -     | -     | -     | -     | -        | 1     | 0     | 0     | 0     | 0     | .---     | -     | -     | -     | -     | -     | -        |
| 2010  | 中日  | -     | -     | -     | -     | -     | -        | 81    | 179   | 240   | 2     | 47    | .995     | 29    | 5     | 11    | 0     | 2     | 1.000    | -     | -     | -     | -     | -     | -        |
| 2011  | 中日  | -     | -     | -     | -     | -     | -        | 35    | 101   | 86    | 0     | 19    | 1.000    | 32    | 1     | 13    | 2     | 1     | .875     | -     | -     | -     | -     | -     | -        |
| 2012  | 中日  | -     | -     | -     | -     | -     | -        | 17    | 36    | 50    | 0     | 11    | 1.000    | 84    | 28    | 60    | 2     | 7     | .978     | 12    | 10    | 17    | 0     | 3     | 1.000    |
| 2013  | 中日  | 3     | 4     | 0     | 0     | 0     | 1.000    | 7     | 8     | 10    | 0     | 2     | 1.000    | 12    | 3     | 13    | 0     | 1     | 1.000    | 50    | 38    | 117   | 2     | 22    | .987     |
| 2014  | 中日  | -     | -     | -     | -     | -     | -        | 22    | 32    | 33    | 3     | 8     | .956     | 10    | 2     | 6     | 0     | 3     | 1.000    | 72    | 82    | 199   | 4     | 49    | .986     |
| 2015  | 中日  | -     | -     | -     | -     | -     | -        | 2     | 2     | 1     | 0     | 1     | 1.000    | 34    | 10    | 34    | 0     | 6     | 1.000    | 7     | 11    | 10    | 0     | 1     | 1.000    |
| 2016  | 中日  | -     | -     | -     | -     | -     | -        | 3     | 7     | 4     | 0     | 1     | 1.000    | -     | -     | -     | -     | -     | -        | 129   | 199   | 405   | 10    | 76    | .984     |
| 2017  | 中日  | 7     | 20    | 1     | 0     | 0     | 1.000    | 18    | 27    | 26    | 0     | 9     | 1.000    | 51    | 16    | 36    | 4     | 5     | .929     | 11    | 15    | 36    | 0     | 10    | 1.000    |
| 2018  | 中日  | 3     | 5     | 0     | 0     | 0     | 1.000    | 7     | 4     | 12    | 0     | 0     | 1.000    | 43    | 5     | 12    | 1     | 1     | .944     | 6     | 1     | 11    | 0     | 0     | 1.000    |
| 2019  | 中日  | 11    | 22    | 1     | 0     | 1     | 1.000    | 28    | 40    | 58    | 2     | 12    | .980     | 19    | 15    | 33    | 0     | 6     | 1.000    | 13    | 18    | 26    | 1     | 5     | .978     |
| 2020  | 中日  | 7     | 22    | 2     | 0     | 0     | 1.000    | 5     | 5     | 5     | 0     | 1     | 1.000    | 2     | 1     | 3     | 1     | 0     | .800     | 3     | 1     | 2     | 1     | 2     | .750     |
| 2021  | 中日  | 5     | 5     | 0     | 0     | 0     | 1.000    | 40    | 74    | 80    | 2     | 16    | .987     | 21    | 3     | 16    | 1     | 1     | .950     | 16    | 22    | 44    | 0     | 7     | 1.000    |
| 2022  | 中日  | 6     | 9     | 0     | 0     | 0     | 1.000    | 2     | 2     | 1     | 0     | 0     | 1.000    | 1     | 0     | 0     | 0     | 0     | ----     | 4     | 3     | 9     | 2     | 1     | .857     |
| 2023  | 中日  | 2     | 2     | 1     | 0     | 0     | 1.000    | 2     | 3     | 6     | 0     | 0     | 1.000    | 6     | 0     | 2     | 0     | 1     | 1.000    | 2     | 1     | 2     | 0     | 1     | 1.000    |
| 通算  | 通算  | 44    | 89    | 5     | 0     | 1     | 1.000    | 269   | 520   | 612   | 9     | 127   | .992     | 347   | 89    | 239   | 11    | 34    | .968     | 325   | 401   | 878   | 20    | 177   | .985     |

### 記録
初記録
- 初出場：2008年8月3日、対読売ジャイアンツ15回戦（ナゴヤドーム）、8回裏に中田賢一の代打で出場
- 初打席：同上、8回裏にセス・グライシンガーから空振り三振
- 初先発出場：2010年6月16日、対北海道日本ハムファイターズ4回戦（ナゴヤドーム）、7番・二塁手で先発出場
- 初安打：2010年6月18日、対読売ジャイアンツ7回戦（東京ドーム）、8回表に内海哲也から中前安打
- 初打点：2010年6月19日、対読売ジャイアンツ8回戦（東京ドーム）、1回表にディッキー・ゴンザレスから右前適時打
- 初本塁打：2010年6月27日、対広島東洋カープ12回戦（ナゴヤドーム）、9回裏にジョン・ベイルから左越3ラン
- 初盗塁：2012年7月17日、対広島東洋カープ13回戦（MAZDA Zoom-Zoom スタジアム広島）、7回表に二盗（投手：前田健太、捕手：石原慶幸）

節目の記録
- 1000試合出場：2022年9月30日、対横浜DeNAベイスターズ25回戦（横浜スタジアム）、9回表にジャリエル・ロドリゲスの代打で出場 ※史上518人目

### 背番号
- 24（2007年）
- 1（2008年 - 2014年）
- 63（2015年 - 2023年）[注 1]
- 71（2024年 - ）

### 登場曲
- 「Straight Through My Heart」Backstreet Boys（2010年の第2打席以降、2013年の第3打席以降）
- 「タカラモノ 〜この声がなくなるまで〜」ナオト・インティライミ（2012年シーズン途中、1･2打席目と代打時）
- 「On the Floor」ジェニファー・ロペス（2012年 - 、シーズン途中からは3･4打席目のみ）
- 「Make it happen」安室奈美恵（2011年）
- 「まなざし」Honey L Days（2011年）
- 「AFRICA feat. Culture」Karl Wolf（2010年の第1打席のみ）
- 「THE NEVER ENDING STORY」E-Girls（2013年、第1･2打席のみ）
- 「Stole my heart」ワン・ダイレクション（2014年、第1･2打席のみ）
- 「始まりの言葉 feat. 千秋」ET-KING（2014年、第3打席以降）
- 「Payphone」Maroon 5（2015年）
- 「Beautiful」Superfly（2015年8月 - シーズン終了）
- 「On Our Way」ザ・ロイヤル・コンセプト（2016年 - ）

### 代表歴
- 第6回AAAアジア野球選手権大会日本代表

## 関連情報

### 関連書籍
- 『中日ドラゴンズ名選手の時代：テレビマンが描いたドラゴンズ痛快伝説』（浅野芳光著、名古屋丸善出版サービスセンター、2007年11月、ISBN 9784895973854）